# Vladimirs Kaijaks

Vladimirs Kaijaks, an der Düna und mit Māra Svīre in Brasilien.

Vladimirs Kaijaks (* 2. September 1930 in Cēsis (Wenden); † 12. September 2013 in Staburags, Jaunjelgavas novads) war ein lettischer Schriftsteller. Bis 1959 trug Vladimirs Kaijaks den Namen Kārlis Laimonis Lazdovskis. Von 1959 bis 1970 führte er den Namen Kārlis Bendrups.

## Biographie
Vladimirs Kaijaks absolvierte eine Abendschule, arbeitete als Pionierführer, als Radio-Korrespondent und in der Forstwirtschaft, bevor er literarischer Berater in der Schriftstellervereinigung wurde. Seine ersten Texte veröffentlichte er 1946 in Zeitschriften.
Vladimirs Kaijaks lebte mit seiner Frau, der Schriftstellerin Māra Svīre, im Weiler Staburags, unmittelbar am Ufer der Düna. Staburagu Klints ist der Ort, wo der sagenhafte Held Lāčplēsis auftritt; heute ist an dieser Stelle die Düna zur Energiegewinnung aufgestaut. Kaijaks pflegte am Fluss zu angeln und auch im Winter ins Wasser zu steigen. Diese Naturverbundenheit spiegelt sich in seinen Werken. Ein weiterer Zug ist die Schilderung unheimlicher und phantastischer Situationen. Dabei nimmt er Sujets aus einem weiten Spektrum auf: von solchen, die an Franz Kafka erinnern, bis zu Motiven, die sich bei Ernest Hemingway finden.
Seit 1964 war Kaijaks Mitglied des Schriftstellerverbands (Rakstnieku savienība).
2003 ermöglichte es der lettischen Kulturkapitalfonds durch ein Stipendium, dass Kaijaks und Svīre die lettischen Gemeinden in Brasilien bereisten.
Seinen letzten Roman hinterließ er unvollendet. Vēstule wurde 2016 in der durch Māra Svīre ergänzten Version veröffentlicht.

## Werke

### Bücher
- 1963 Putni laižas pret vēju (Gedichte) Vögel fliegen gegen den Wind
- 1964 Putenī (Kinderbuch) Im Schneesturm
- 1966 Stāsti par laimi (Erzählungen) Geschichten vom Glück
- 1967 Vistu elks (Kriminalgeschichte) Hühnergott
- 1969 Smagās sirdis (Erzählungen) Schweren Herzens
- 1970 Nemiera sirdis (Erzählungen) Unruhige Herzen
- 1970 Mans pavasaris (Erzählung) Mein Frühling
- 1970 Direktora klints. Brigitas brīnums (Kriminalromane) Direktors Fels/Brigittas Wunder
- 1973 Akācija akmens pagalmā (Erzählungen) Akazienstein auf dem Hof
- 1977 Bailes (Roman) Im Bannkreis der Angst
- 1977 Soļi (Erzählungen) Schritte
- 1980 Atgriešanās (Erzählungen) Bekehrung
- 1983 Signe (Roman) Signe
- 1987 Visu rožu roze (Erzählungen) Aller Rosen Rose
- 1992 Vecis (Erzählungen) Ein Alter
- 1993 Rēgi (Roman) Gespenster
- 1999–2002 Likteņa līdumnieki (Die Pioniere des Schicksals), Roman-Tetralogie, zuerst erschienen in der Zeitung Lauku avīze (Land-Zeitung)
  - 1999 1. Teil: Enijas bize (Enijas Zopf)
  - 1999 2. Teil: Zem Marsa debesīm (Unter dem Himmel des Mars)
  - 2000 3. Teil: Nārbuļu dēli ([Herrn] Wachtelweizens Söhne)
  - 2002 4. Teil: Mantinieki (Die Erben)
- 2001 Masku teātris (Erzählungen) Maskentheater
- 2005 Atraidīta sindroms (Roman) Das Abweisungs-Syndrom
- 2006 Melnais kamols-amols-mols (Kinderbuch) Schwarzer Knäuel-näuel-äuel
- 2009 Meitene no nekurienes (Roman). Mädchen aus Nirgendwo.
- 2011 Koka kāja, kapu māja. (Erinnerungen). Holzbein, Grabeshaus.
- 2016 Vēstule. (Roman, gemeinsam mit Māra Svīre). Brief.

### Drehbücher zu Filmen
- 1973 „Šahs briljantu karalienei“ (Schach für die Brillantenkönigin; zusammen mit Miermīlis Steigs und Lazars Volfs; Regie: A. Brenčs)
- 1977 „Zem apgāztā mēness“ (Unter gestürztem Mond; zusammen mit Ēriks Lācis; Regie: Ēriks Lācis)
- 1986 „Bailes“ (Angst; nach dem gleichnamigen Roman; Regie: Gunārs Cilinskis)
- 1992 „Zirneklis“ (Spinne; Regie: Vasilijs Mass)
- 2003ff „Likteņa līdumnieki“ Fernsehserie nach Motiven der gleichnamigen Tetralogie. Drehbuch: Māra Svīre, Regie: Virdžinija Lejiņa.

### Ausgaben in deutscher Sprache
- 1970 Der letzte Bandit (Sātans, Erzählung von 1967). Aus dem Lettischen von Welta Ehlert. Verlag Kultur und Fortschritt, Berlin.
- 1978 Der Stumme (Mēmais, Erzählung von 1973). Aus dem Lettischen von Olga Rosneek und Lia Pirskawetz. In: Welta Ehlert (Hg.): Unter dem Flügel eines Vogels Lettische Erzählungen aus neun Jahrzehnten; Verlag Volk und Welt, Berlin.
- 1979 Seine Frau (Sava sieva). Aus dem Russischen von Nina Letnewa. In: Sowjetliteratur, Heft 6/1979.
- 1982 Satan (Neuauflage der Ausgabe von 1970 unter dem Original-Titel der Erzählung Sātans). Aus dem Lettischen von Welta Ehlert. In: Herbert Krempien (Hg.): Das weiße Pferd Scheptalo. Sowjetische Tiererzählungen. Verlag Philipp Reclam jun., Leipzig.
- 1985 Im Teufelskreis der Angst (Bailes, Roman von 1977). Nach der russischen Ausgabe Страх [Strach] von Thea-Marianne Bobrowski; Verlag Neues Leben, Berlin.